# Hilla Limann
Dr Hilla Limann (ur. 15 grudnia 1934, zm. 23 stycznia 1998) – ghański polityk i dyplomata, przewodniczący Narodowej Partii Ludowej (PNP) i prezydent Ghany (obie funkcje sprawował w latach 1979-1981), obalony przez wojskowy zamach stanu pod wodzą Jerry'ego Johna Rawlingsa, stał następnie na czele Ludowej Konwencji Narodowej (PNC, 1992-1998), a w 1992 kandydował ponownie na urząd prezydenta.